# Romagna Centro Cesena 2018-2019
Questa voce raccoglie le informazioni riguardanti l'A.S.D. Romagna Centro Cesena nelle competizioni ufficiali della stagione 2018-2019.

## Divise e sponsor
Con il fallimento del Cesena e l'affiliazione al Romagna Centro, anziché confermare a Legea le nuove maglie, in quanto già sponsor tecnico del Romagna Centro, si decide di affidarsi all'azienda giapponese Mizuno Il main sponsor sulla maglia rimarrà PLT puregreen. La prima maglia rimarrà come tradizione bianco e nera, la seconda maglia nera con dettagli bianchi, e la terza blu.
Per quanto riguarda gli altri sponsor pubblicitari rimarranno tutti gli stessi, compresi i più noti come Orogel, Amadori e Technogym, con l'aggiunta di Pubblisole. Inoltre a differenza di tutte le altre società di Serie D e di alcune società di Serie C, sul terreno di gioco dell'Orogel Stadium-Dino Manuzzi rimarranno i tabelloni pubblicitari a led già presenti nel corso degli ultimi campionati di Serie B.
| Casa | Trasferta | Terza divisa |

## Organigramma societario
- Aggiornato al 22 agosto 2018.[1]

Area direttiva
- Presidente: Corrado Augusto Patrignani
- Vice presidente: Andrea Mazzocchi
- Amministratore delegato: Gianluca Padovani
- Responsabile amministrativo: Francesca Martini
- Direttore generale: Daniele Martini

Area organizzativa
- Segretario generale: Marco Valentini
- Team manager: Alberto Santarelli

Area comunicazione
- Responsabile: Gianni Pesaresi
- Ufficio stampa: Enrico Marino
- Segreteria: Elisa Babbi, Filippo Biondi, Diletta Sarti

Area tecnica
- Direttore sportivo: Alfio Pelliccioni
- Responsabile area tecnica:  Angelo Affatigato
- Allenatore: Giuseppe Angelini
- Allenatore in seconda: Francesco Antonioli
- Collaboratore tecnico: Marco Arrigoni, Maurizio Rafaiani
- Preparatori atletici: Massimo Magrini, Alberto Perugini

Area sanitaria
- Responsabile: Andrea Mazzocchi
- Medici sociali: Piero Candoli, Omero Giorgi, Andrea Mazzocchi, Paolo Romano
- Massaggiatori: Costantino Cuciniello, Stefano Valentini

## Rosa
- Aggiornata al 5 gennaio 2019

Sono in corsivo i calciatori che hanno lasciato la società a stagione in corso.
| N. |                    | Ruolo | Calciatore                      |
| -- | ------------------ | ----- | ------------------------------- |
| 1  | Italia (bandiera)  | P     | Federico Agliardi               |
| 2  | Grecia (bandiera)  | D     | Apostolos Stikas                |
| 2  | Italia (bandiera)  | D     | Simone Marfella                 |
| 3  | Italia (bandiera)  | D     | Emanuele Valeri                 |
| 4  | Italia (bandiera)  | D     | Nicolas Poggi                   |
| 5  | Italia (bandiera)  | D     | Claudio Cola                    |
| 5  | Spagna (bandiera)  | D     | Christian Rutjens               |
| 7  | Italia (bandiera)  | C     | Giuseppe De Feudis (capitano)   |
| 8  | Italia (bandiera)  | C     | Davide Biondini (vice capitano) |
| 9  | Italia (bandiera)  | A     | Giovanni Ricciardo              |
| 10 | Italia (bandiera)  | A     | Danilo Alessandro               |
| 11 | Italia (bandiera)  | A     | Davide Munari                   |
| 13 | Italia (bandiera)  | D     | Francesco Viscomi               |
| 14 | Albania (bandiera) | C     | Brenton Tola                    |
| 15 | Italia (bandiera)  | D     | Andrea Ciofi                    |
| 16 | Italia (bandiera)  | C     | Nicola Gori                     |
| 17 | Italia (bandiera)  | D     | Andrea Zamagni                  |

| N. |                      | Ruolo | Calciatore         |
| -- | -------------------- | ----- | ------------------ |
| 18 | Italia (bandiera)    | C     | Lorenzo Pastorelli |
| 19 | Italia (bandiera)    | A     | Ettore Casadei     |
| 20 | Italia (bandiera)    | D     | Maikol Benassi     |
| 22 | Italia (bandiera)    | P     | Lorenzo Sarini     |
| 24 | Italia (bandiera)    | A     | Nicola Andreoli    |
| 25 | Italia (bandiera)    | C     | Jacopo Fortunato   |
| 26 | Italia (bandiera)    | D     | Mario Noce         |
| 27 | Italia (bandiera)    | A     | Andrea Zammarchi   |
| 28 | Italia (bandiera)    | D     | Davide Bisoli      |
| 29 | Italia (bandiera)    | C     | Francesco Campagna |
| 30 | Italia (bandiera)    | A     | Simone Tonelli     |
| 32 | Italia (bandiera)    | C     | Nicola Capellini   |
| 33 | Italia (bandiera)    | D     | Luca Mantovani     |
| 88 | Italia (bandiera)    | A     | Loris Tortori      |
| 89 | Australia (bandiera) | P     | Jack West Astuti   |
| 90 | Italia (bandiera)    | A     | Ciro De Angelis    |
| 91 | Brasile (bandiera)   | P     | Angelo Bedendo     |

## Calciomercato

### Sessione estiva(dal 1/7al 31/8)
| Acquisti | Acquisti             | Acquisti     | Acquisti      |
| R.       | Nome                 | da           | Modalità      |
| -------- | -------------------- | ------------ | ------------- |
| P        | Lorenzo Bardini      | Monopoli     | fine prestito |
| D        | Tommaso Farabegoli   | Sassuolo U19 | fine prestito |
| D        | Alessandro Garattoni | Imolese      | fine prestito |
| D        | Davide Mordini       | Mestre       | fine prestito |
| C        | Davide Biondini      | Sassuolo     | definitivo    |
| C        | Giuseppe De Feudis   | Arezzo       | definitivo    |
| A        | Giovanni Ricciardo   | Rende        | definitivo    |

| Cessioni | Cessioni             | Cessioni   | Cessioni                             |
| R.       | Nome                 | a          | Modalità                             |
| -------- | -------------------- | ---------- | ------------------------------------ |
| P        | Federico Agliardi    | -          | svincolato                           |
| P        | Lorenzo Bardini      | -          | svincolato                           |
| P        | Andrea Fulignati     | -          | svinc. d'ufficio per fallimento soc. |
| P        | Riccardo Melgrati    | Arezzo     | gratuito                             |
| P        | Lorenzo Sarini       | Chievo U19 | fine prestito                        |
| D        | Tommaso Ceccacci     | -          | svinc. d'ufficio per fallimento soc. |
| D        | Isaac Donkor         | -          | svinc. d'ufficio per fallimento soc. |
| D        | Fabio Eguelfi        | Atalanta   | fine prestito                        |
| D        | Andrea Esposito      | -          | svinc. d'ufficio per fallimento soc. |
| D        | Tommaso Farabegoli   | -          | svinc. d'ufficio per fallimento soc. |
| D        | Nicolò Fazzi         | Atalanta   | fine prestito                        |
| D        | Alessandro Garattoni | -          | svinc. d'ufficio per fallimento soc. |
| D        | Davide Mordini       | -          | svinc. d'ufficio per fallimento soc. |
| D        | Romano Perticone     | -          | svinc. d'ufficio per fallimento soc. |
| D        | Gennaro Scognamiglio | -          | svinc. d'ufficio per fallimento soc. |
| D        | Emanuele Suagher     | Atalanta   | fine prestito                        |
| C        | Giovanni Di Noia     | Bari       | fine prestito                        |
| C        | Simone Emmanuello    | Atalanta   | fine prestito                        |
| C        | Matteo Fedele        | Foggia     | fine prestito                        |

### Sessione invernale(dall'1/12 al 15/12)
| Acquisti | Acquisti          | Acquisti | Acquisti   |
| R.       | Nome              | da       | Modalità   |
| -------- | ----------------- | -------- | ---------- |
| D        | Francesco Viscomi | Este     | definitivo |
| C        | Jacopo Fortunato  | Pineto   | definitivo |
| A        | Simone Tonelli    | Forlì    | definitivo |

| Cessioni | Cessioni | Cessioni | Cessioni |
| R.       | Nome     | a        | Modalità |
| -------- | -------- | -------- | -------- |

## Risultati

### Serie D - Girone F

#### Girone di andata
| Arbitro: | Vergaro (Bari) |

|           |           |                            |
| Menna 73’ | Marcatori | 7’ Ricciardo 90+4’ Tortori |

| Arbitro: | Munerati (Rovigo) |

|                            |           |  |
| Alessandro 35’ (rig.), 64’ | Marcatori |  |

| Arbitro: | Zucchetti (Foligno) |

|               |           |  |
| Franchi 90+6’ | Marcatori |  |

| Arbitro: | Delrio (Reggio Emilia) |

|                                    |           |  |
| Ricciardo 34’, 42’ Stikas 23’, 27’ | Marcatori |  |

| Arbitro: | Costanza (Agrigento) |

|                             |           |                          |
| Scognamiglio 4’ Herrera 86’ | Marcatori | 18’ Ricciardo 44’ Valeri |

| Arbitro: | Caldera (Como) |

|                                   |           |  |
| Alessandro 60’ (goal), 88’ (rig.) | Marcatori |  |

| Arbitro: | Campagnolo (Bassano del Grappa) |

|  |           |                                       |
|  | Marcatori | 13’, 33’, 45’ Ricciardo 69’ Capellini |

| Arbitro: | Piazzini (Prato) |

|               |           |  |
| Ricciardo 86’ | Marcatori |  |

| Arbitro: | Zanotti (Pavia) |

|  |           |                      |
|  | Marcatori | 55’ Noce 74’ Casadei |

| Arbitro: | Scarpa (Collegno) |

|  |           |              |
|  | Marcatori | 63’ Palmieri |

| Arbitro: | Virgilio (Trapani) |

|  |           |                                   |
|  | Marcatori | 13’ Casadei 80’ (rig.) Alessandro |

| Arbitro: | Mulas (Sassari) |

|                |           |  |
| Alessandro 35’ | Marcatori |  |

| Arbitro: | Di Marco (Ciampino) |

|               |           |  |
| Tomassini 49’ | Marcatori |  |

| Arbitro: | Arena (Torre del Greco) |

|          |           |             |
| Ciofi 5’ | Marcatori | 7’ Giacobbe |

| Arbitro: | Bertini (Lucca) |

|                |           |                             |
| Marchionni 71’ | Marcatori | 49’ Capellini 74’ Fortunato |

| Arbitro: | Cavaliere (Paola) |

|                                              |           |           |
| Ricciardo 26’, 29’ Fortunato 39’ Tortori 72’ | Marcatori | 37’ Fiore |

| Arbitro: | Emmanuele (Pisa) |

|                                   |           |                           |
| Ciofi 11’ Tortori 46’ Benassi 89’ | Marcatori | 15’ Minella 23’ Salvatori |

| Arbitro: | Monaco (Termoli) |

|  |           |                |
|  | Marcatori | 15’ Alessandro |

| Arbitro: | Catallo (Frosinone) |

|                            |           |  |
| Rutjens 55’ Biondini 90+2’ | Marcatori |  |

#### Girone di ritorno
| Arbitro: | Vingo (Pisa) |

|                                            |           |            |
| Ricciardo 43’, 45+1’ (rig.) Alessandro 68’ | Marcatori | 10’ Manari |

| Arbitro: | Nicolini (Brescia) |

|                   |           |                            |
| Valeri 73’ (aut.) | Marcatori | 4’ Fortunato 16’ Ricciardo |

| Arbitro: | Costanza (Agrigento) |

|                           |           |             |
| Ricciardo 38’ Viscomi 71’ | Marcatori | 51’ Florian |

| Arbitro: | Madonia (Palermo) |

|  |           |                             |
|  | Marcatori | 15’ Ricciardo 88’ Fortunato |

| Arbitro: | Catanoso (Reggio Calabria) |

|            |           |              |
| Munari 97’ | Marcatori | 35’ Cheddira |

| Arbitro: | Taricone (Perugia) |

|                |           |                          |
| Dos Santos 56’ | Marcatori | 15’ Ricciardo 82’ Valeri |

| Arbitro: | M. Rinaldi (Messina) |

|                                       |           |  |
| Campagna 1’ Tortori 10’ Fortunato 56’ | Marcatori |  |

| Arbitro: | Croce (Novara) |

|               |           |                                       |
| Ambrosini 64’ | Marcatori | 42’ Ricciardo 90+8’ (rig.) Alessandro |

| Arbitro: | Gullotta (Siracusa) |

|                     |           |  |
| Alessandro 28’, 90’ | Marcatori |  |

| Arbitro: | Galipò (Firenze) |

|                   |           |             |
| Borrelli 19’, 25’ | Marcatori | 61’ Tortori |

| Arbitro: | Sicurello (Seregno) |

|                                |           |            |
| Alessandro 32’, 84’ Valeri 40’ | Marcatori | 3’ Petitti |

| Arbitro: | Centi (Viterbo) |

|                |           |             |
| Longobardi 30’ | Marcatori | 84’ Viscomi |

| Arbitro: | Emmanuele (Pisa) |

|                |           |                                   |
| Alessandro 65’ | Marcatori | 41’ (rig.) Tomassini 53’ Camplone |

| Campobasso 31 marzo 2019, ore 15:00 CEST 33ª giornata | Campobasso      | 0 – 0 | Cesena | Stadio Nuovo Romagnoli (3 000 spett.)\| Arbitro: \| Bertini (Lucca) \| |
| Arbitro:                                              | Bertini (Lucca) |       |        |                                                                        |

| Arbitro: | Vergaro (Bari) |

|             |           |                   |
| Tonelli 58’ | Marcatori | 84’ (aut.) Valeri |

| Arbitro: | Frascaro (Firenze) |

|                |           |                                   |
| Stivaletta 46’ | Marcatori | 51’ (rig.), 72’ (rig.) Alessandro |

| Arbitro: | Virgilio (Trapani) |

|                           |           |                           |
| Minella 59’ (rig.), 90+2’ | Marcatori | 39’ Benassi 88’ Fortunato |

| Arbitro: | Cherchi (Carbonia) |

|                             |           |                      |
| Ricciardo 9’, 13’, 59’, 62’ | Marcatori | 27’ (rig.) Calabrese |

| Arbitro: | Caldera (Como) |

|                  |           |                |
| Tozzi Borsoi 30’ | Marcatori | 13’ Alessandro |

### Poule Scudetto

#### Fase a gironi
| Arbitro: | Bonacina (Bergamo) |

|  |           |               |
|  | Marcatori | 44’ Capellini |

| Arbitro: | Morabito (Taurianova) |

|                              |           |             |
| Tola 16’ Cappellini 23’, 53’ | Marcatori | 46’ Panatti |

#### Fase finale
| Arbitro: | Vingo (Pisa) |

|  |           |                  |
|  | Marcatori | Capogna 53’, 61’ |

### Coppa Italia Serie D
| Arbitro: | Bracaccini (Macerata) |

|                        |           |  |
| Giacobbi 10’ Vandi 57’ | Marcatori |  |

## Statistiche

### Statistiche di squadra
| Competizione         | Punti | In casa | In casa | In casa | In casa | In casa | In casa | In trasferta | In trasferta | In trasferta | In trasferta | In trasferta | In trasferta | Totale | Totale | Totale | Totale | Totale | Totale | DR  |
| Competizione         | Punti | G       | V       | N       | P       | Gf      | Gs      | G            | V            | N            | P            | Gf           | Gs           | G      | V      | N      | P      | Gf     | Gs     | DR  |
| -------------------- | ----- | ------- | ------- | ------- | ------- | ------- | ------- | ------------ | ------------ | ------------ | ------------ | ------------ | ------------ | ------ | ------ | ------ | ------ | ------ | ------ | --- |
| Serie D              | 83    | 19      | 14      | 3       | 2       | 40      | 13      | 19           | 11           | 5            | 3            | 30           | 16           | 38     | 25     | 8      | 5      | 70     | 29     | +41 |
| Poule Scudetto       | -     | 1       | 1       | 0       | 0       | 3       | 1       | 1            | 1            | 0            | 0            | 1            | 0            | 3      | 2      | 0      | 1      | 4      | 3      | +1  |
| Coppa Italia Serie D | -     | 0       | 0       | 0       | 0       | 0       | 0       | 1            | 0            | 0            | 1            | 0            | 2            | 1      | 0      | 0      | 1      | 0      | 2      | -2  |
| Totale               | 83    | 20      | 15      | 3       | 2       | 43      | 14      | 21           | 12           | 5            | 4            | 31           | 18           | 42     | 27     | 8      | 7      | 74     | 34     | +40 |

### Andamento in campionato
| Giornata  | 1 | 2 | 3 | 4 | 5 | 6 | 7 | 8 | 9 | 10 | 11 | 12 | 13 | 14 | 15 | 16 | 17 | 18 | 19 | 20 | 21 | 22 | 23 | 24 | 25 | 26 | 27 | 28 | 29 | 30 | 31 | 32 | 33 | 34 | 35 | 36 | 37 | 38 |
| --------- | - | - | - | - | - | - | - | - | - | -- | -- | -- | -- | -- | -- | -- | -- | -- | -- | -- | -- | -- | -- | -- | -- | -- | -- | -- | -- | -- | -- | -- | -- | -- | -- | -- | -- | -- |
| Luogo     | T | C | T | C | T | C | T | C | T | C  | T  | C  | T  | C  | T  | C  | C  | T  | C  | C  | T  | C  | T  | C  | T  | C  | T  | C  | T  | C  | T  | C  | T  | C  | T  | T  | C  | T  |
| Risultato | V | V | P | V | N | V | V | V | V | P  | V  | V  | P  | N  | V  | V  | V  | V  | V  | V  | V  | V  | V  | N  | V  | V  | V  | V  | P  | V  | N  | P  | N  | N  | V  | N  | V  | N  |
| Posizione | 6 | 3 | 4 | 3 | 5 | 4 | 3 | 2 | 2 | 2  | 2  | 2  | 2  | 2  | 2  | 2  | 2  | 1  | 1  | 1  | 1  | 1  | 1  | 1  | 1  | 1  | 1  | 1  | 1  | 1  | 1  | 1  | 1  | 1  | 1  | 1  | 1  | 1  |

Fonte:  Serie D Girone F – Classifica, su transfermarkt.it, Transfermarkt.
Legenda:

Luogo: C = Casa; T = Trasferta. Risultato: V = Vittoria; N = Pareggio; P = Sconfitta.

### Statistiche dei giocatori
Sono in corsivo i calciatori che hanno lasciato la società a stagione in corso.
| Giocatore        | Serie D  | Serie D | Serie D     | Serie D    | Coppa Italia Serie D | Coppa Italia Serie D | Coppa Italia Serie D | Coppa Italia Serie D | Totale   | Totale | Totale      | Totale     |
| Giocatore        | Presenze | Reti    | Ammonizioni | Espulsioni | Presenze             | Reti                 | Ammonizioni          | Espulsioni           | Presenze | Reti   | Ammonizioni | Espulsioni |
| ---------------- | -------- | ------- | ----------- | ---------- | -------------------- | -------------------- | -------------------- | -------------------- | -------- | ------ | ----------- | ---------- |
| F. Agliardi      | 32       | -24     | 2           | 0          | -                    | -                    | -                    | -                    | 32       | -24    | 2           | 0          |
| D. Alessandro    | 37       | 17      | 3           | 0          | 1                    | 0                    | 1                    | 0                    | 38       | 17     | 4           | 0          |
| N. Andreoli      | 13       | 0       | 0           | 0          | 1                    | 0                    | 0                    | 0                    | 14       | 0      | 0           | 0          |
| D. Bisoli        | -        | -       | -           | -          | -                    | -                    | -                    | -                    | -        | -      | -           | -          |
| M. Benassi       | 28       | 2       | 9           | 0          | 1                    | 0                    | 1                    | 1                    | 29       | 2      | 10          | 1          |
| D. Biondini      | 22       | 1       | 3           | 1          | 1                    | 0                    | 1                    | 0                    | 23       | 1      | 4           | 1          |
| F. Campagna      | 31       | 1       | 3           | 0          | 1                    | 0                    | 1                    | 0                    | 32       | 1      | 4           | 0          |
| N. Capellini     | 27       | 2       | 0           | 0          | 1                    | 0                    | 0                    | 0                    | 28       | 2      | 0           | 0          |
| E. Casadei       | 2        | 0       | 0           | 0          | 0                    | 0                    | 0                    | 0                    | 2        | 0      | 0           | 0          |
| A. Ciofi         | 33       | 2       | 4           | 1          | -                    | -                    | -                    | -                    | 33       | 2      | 4           | 1          |
| C. Cola          | 2        | 0       | 1           | 0          | 0                    | 0                    | 0                    | 0                    | 2        | 0      | 1           | 0          |
| C. De Angelis    | 5        | 0       | -           | -          | 0                    | 0                    | 0                    | 0                    | 5        | 0      | 0           | 0          |
| G. De Feudis     | 35       | 0       | 11          | 0          | 1                    | 0                    | 0                    | 0                    | 36       | 0      | 11          | 0          |
| J. Fortunato     | 20       | 6       | 2           | -          | 0                    | 0                    | 0                    | 0                    | 20       | 6      | 2           | 0          |
| N. Gori          | 1        | 0       | 0           | 0          | 0                    | 0                    | 0                    | 0                    | 1        | 0      | 0           | 0          |
| D. Munari        | 15       | 1       | 1           | -          | 0                    | 0                    | 0                    | 0                    | 15       | 1      | 1           | 0          |
| M. Noce          | 30       | 1       | 2           | 0          | 1                    | 0                    | 0                    | 0                    | 31       | 1      | 2           | 0          |
| L. Pastorelli    | 4        | 0       | 0           | 0          | -                    | -                    | -                    | -                    | 4        | 0      | 0           | 0          |
| N. Poggi         | 2        | 0       | 0           | 0          | 1                    | 0                    | 0                    | 0                    | 3        | 0      | 0           | 0          |
| C. Rutjens       | 14       | 1       | 4           | 0          | 0                    | 0                    | 0                    | 0                    | 14       | 1      | 4           | 0          |
| G. Ricciardo     | 28       | 20      | 4           | 1          | 1                    | 0                    | 0                    | 0                    | 29       | 20     | 4           | 1          |
| L. Sarini        | 5        | -4      | 1           | 0          | 1                    | -2                   | 0                    | 0                    | 6        | -6     | 1           | 0          |
| A. Stikas        | 2        | 0       | 0           | 0          | -                    | -                    | -                    | -                    | 2        | 0      | 0           | 0          |
| B. Tola          | 18       | 0       | 3           | 0          | 1                    | 0                    | 0                    | 0                    | 19       | 0      | 3           | 0          |
| S. Tonelli       | 21       | 1       | -           | -          | 0                    | 0                    | 0                    | 0                    | 21       | 1      | 0           | 0          |
| L. Tortori       | 29       | 5       | 3           | 1          | 1                    | 0                    | 0                    | 0                    | 30       | 5      | 3           | 1          |
| E. Valeri        | 34       | 3       | 5           | 0          | 1                    | 0                    | 0                    | 0                    | 35       | 3      | 5           | 0          |
| F. Viscomi       | 13       | 2       | 0           | 0          | 0                    | 0                    | 0                    | 0                    | 13       | 2      | 0           | 0          |
| J.R. West Astuti | 0        | 0       | 0           | 0          | 0                    | 0                    | 0                    | 0                    | 0        | 0      | 0           | 0          |
| A. Zamagni       | 6        | 0       | 1           | 0          | 1                    | 0                    | 0                    | 0                    | 7        | 0      | 1           | 0          |
| A. Zammarchi     | 6        | 0       | -           | -          | 0                    | 0                    | 0                    | 0                    | 6        | 0      | 0           | 0          |